# Enric Frère
Enric Frère (Sant Genís de Fontanes, 1908 - 1986) va ser un artista, escultor i pintor, i professor de castellà rossellonès.

## Biografia
Estudià castellà a Madrid a començament dels anys 30 i, quan Antonio Machado s'exilià el 1939, Frère i un altre professor de castellà anaren a rebre'l. Feren salat, però, i tan sols pogueren vetllar-ne el cadàver; a partir de diversos dibuixos que Frère en va fer aquella nit. Al cap d'alguns mesos pogué fer-ne una gravadura que elogià el gran Maillol.
Ensenyà a diverses poblacions occitanes (Liborna, Clarmont d'Albèrnia i Limós), i a Perpinyà. En el curs 1941-1942, i a l'Escola Normal de Perpinyà, formà un grup de teatre que representà a diverses localitats nord-catalanes els entremesos El vell gelós i La cova de Salamanca de Cervantes, i Amor de Pardal de J. S. Pons, totes en català. Entre el 1942 i el 1944 va ser deixeble i amic d'Aristides Maillol. A l'abril del 1943, quan era professor al Liceu Aragó, Frère exposà, en companyia de Camil Descossy, Lucien Maillol i André Susplugas, a la Sala Aragó de Perpinyà. Quatre anys més tard, i amb el seu amic Auguste Harzik, creà (el 1947) un taller de ceràmica, i poc després exposà a la Sala Aragó una mostra dels seus treballs de reactualització dels estris tradicionals catalans, que n'explicitava els aports hispano-moresques. A la fi dels anys 40 ensenyà a Belles Arts de Perpinyà.
De resultes del seu tracte amb el mestre nord-català, i a partir d'un carnet d'anotacions quotidianes, publicà el llibre Conversations de Maillol. Esposà una de les filles de Josep Sebastià Pons, i rebé en heretatge una part de la biblioteca d'aquest escriptor. A Cotlliure hom pot llogar en l'actualitat (2010) el que havia estat l'estudi de Frère.
El seu fill Sebastià Frère i Pons (1947) és ceramista i pintor.

## Obres
- Henri Frère Conversations de Maillol Genève: P. Cailler, 1956 (col·lecció Les grands artistes vus par eux-mêmes et par leurs amis 12. Série "Les témoignagnes essentiels"; 2)
  - Edició alemanya: Gespräche mit Maillol Frankfurt a.M.: Societäts-Verl., 1961